# Wojciech Szczawiński
Wojciech Szczawiński (ur. 1967 w Katowicach) – dziennikarz, publicysta, filozof.

## Życiorys
Absolwent filozofii na Wydziale Nauk Społecznych Uniwersytetu Śląskiego.
Jego wywiady, reportaże i felietony ukazywały się w „Sporcie”, „Sporcie Śląskim”, „Budo Karate”, „Sport Review”, „Rodni”, „World Karate Magazine”, „Panoramie”, „Trybunie Śląskiej”, „Zwierciadle”, „Gazecie Wyborczej”. W latach 2011–2014 felietonista kobiecego portalu Agaty Młynarskiej www.onaonaona.com. Pracował m.in. jako rzecznik prasowy Polskiej Federacji Sportu "Gwardia" oraz Polskiego Związku Karate. W 1998 r. dla dziennika „Sport (gazeta)” spisał wspomnienia mistrza olimpijskiego w skokach narciarskich Wojciecha Fortuny zatytułowane „Skok donikąd”. Od 2005 roku pracuje w Fundacji Anny Dymnej "Mimo Wszystko", jako redaktor i administrator serwisów internetowych. Jest m.in. autorem książkowych wywiadów rzek.

## Publikacje książkowe
- „Dziecięce pytania każdego z nas” (Telbit, 2000) – rozmowa z Grzegorzem Mitrowskim, filozofem, skupiająca się na różnorodności prądów filozoficzno-etycznych we współczesnej kulturze oraz miejscu człowieka w świecie zdominowanym przez konsumeryzm i technikę, ISBN 83-881091-5-4
- „Alchemia Alchemika” (Drzewo Babel, 2001) – rozmowa z Wojciechem Eichelbergerem, psychoterapeutą, buddystą, poświęcona duchowości w kontekście „Alchemika”, światowego bestsellera Paulo Coelho, ISBN 83-904230-1-4
- „Myśli przy końcu drogi” (Wydawnictwo Literackie, 2004) – wybór wypowiedzi pacjentów domów hospicyjnych, ISBN 83-08-03598-1
- „Warto mimo wszystko” (Znak, 2006) – wywiad z Anną Dymną, ISBN 83-240-0674-5
- „W poszukiwaniu mistrzów życia. Rozmowy o duchowości” (Jacek Santorski & Co, 2009) – książkowy wywiad z Wojciechem Eichelbergerem i Tadeuszem Bartosiem na temat głębi i uniwersalizmu Jezusowego przesłania (dialog agnostyka, byłego zakonnika i buddysty), ISBN 978-83-7554-087-1
- „Warto mimo wszystko. Pierwszy wywiad rzeka” (Znak, 2017) – wywiad z Anną Dymną, ISBN 978-83-240-4542-6

## Publikacje książkowe, w których ukazały się materiały dziennikarskie Wojciecha Szczawińskiego
- Dariusz Olszewski: "Filozofia Karate w spotkaniu z chrześcijaństwem" (Oficyna Wydawnicza Dariusz Olszewski, Lublin 1995), ISBN 83-903241-0-5
- "Sporty walki" – pod redakcją Tadeusza Staniszewskiego i Krzysztofa Radkowskiego (Wydawnictwo Telbit 1999), ISBN 83-88109-02-2
- Maja Olszaniecka: "Magia słów. Język polski. Kształcenie literackie i językowe" (Wydawnictwo Szkolne PWN 2003), ISBN 83-7195-668-1
- "Elementarz Wojciecha Eichelbergera dla kobiety i mężczyzny" (Wydawnictwo Literackie 2003), ISBN 83-08-03380-6
- "Kronika Sportu Polskiego" (Fundacja Dobrej Książki 2004), ISBN 978-83-86320-00-4
- Wojciech Eichelberger: "Wariat na wolności. Autobiografia" (Znak literanova 2019), ISBN 978-83-240-3793-3